# Stor-Stavertjärnen
Stor-Stavertjärnen är en sjö i Kramfors kommun i Ångermanland och ingår i Nätraån-Ångermanälvens kustområde. Sjön har en area på 0,0426 kvadratkilometer och ligger 275,3 meter över havet.

## Delavrinningsområde
Stor-Stavertjärnen ingår i det delavrinningsområde (700274-161567) som SMHI kallar för Utloppet av Stor-Stavertjärnen. Medelhöjden är 297 meter över havet och ytan är 0,86 kvadratkilometer. Det finns inga avrinningsområden uppströms utan avrinningsområdet är högsta punkten. Vattendraget som avvattnar avrinningsområdet har biflödesordning 4, vilket innebär att vattnet flödar genom totalt 4 vattendrag innan det når havet efter 16 kilometer. Avrinningsområdet består mestadels av skog (90 procent).